# 7 novembre en sport
7 octobre 7 décembre
Chronologies thématiques
- Croisades
- Ferroviaires
- Disney

Le 7 novembre (311e jour de l'année ou 312e en cas d'année bissextile) en sport.

## Événements

### XIXesiècle
- 1869 :
  - (Cyclisme sur route) : première édition du Paris-Rouen, considérée comme la première course cycliste d'endurance de ville à ville.

### XXesièclede1951à2000
- 1976 :
  - (Rallye automobile) : arrivée du Tour de Corse.
- 1993 :
  - (Formule 1) : Grand Prix automobile d'Australie.

### XXIesiècle
- 2004 :
  - (Sport automobile) : le pilote français Sébastien Bourdais remporte le championnat Champ Car aux États-Unis.
- 2010 :
  - (Formule 1) : Grand Prix du Brésil.
- 2015 :
  - (Sport nautique /Transat en double) : victoire de François Gabart et Pascal Bidégorry dans la Transat Jacques-Vabre qui ont franchi la ligne d'arrivée à Itajai au Brésil après 12 jours 17 heures 29 minutes 27 secondes.

2016
•Stephen Curry, le meneur de jeu des Golden State Warriors inscrit le nombre historique de 13 trois points en un seul match face au New Orleans Pelicans. C'est encore plus historique sachant qu'il avait fait un malheureux 0-10 à cette distance lors du match précédent.

## Naissances

### XIXesiècle
- 1863 :
  - Rowley Thomas, joueur de rugby à XV gallois. (7 sélections en équipe nationale). († 21 janvier 1949).
- 1876 :
  - Alex Smith, footballeur écossais. (20 sélections en équipe nationale). († 12 novembre 1954).
- 1885 :
  - Rusty Crawford, hockeyeur sur glace canadien. († 19 décembre 1971).
- 1888 :
  - Reginald McNamara, cycliste sur piste australien puis américain. († 10 octobre 1971).

### XXesièclede1901à1950
- 1906 :
  - Pierre Magne, cycliste sur route français. († 14 novembre 1980).
- 1925 :
  - Cyril Burke, joueur de rugby australien. (26 sélections en équipe nationale). († 18 janvier 2010).
- 1927 :
  - Claude Storez, pilote de rallyes automobile français. († 7 février 1959).
- 1932 :
  - Siegfried Herrmann, athlète de demi-fond et de fond est-allemand puis allemand. († 14 février 2017).
- 1934 :
  - Adrien Duvillard, skieur alpin français. († 14 février 2017).
- 1936 :
  - Guido Carlesi, cycliste sur route italien. († 2 octobre 2024).
- 1944 :
  - Luigi Riva, footballeur italien. Champion d'Europe de football 1968. (42 sélections en équipe nationale). († 22 janvier 2024).
- 1947 :
  - Sue Mappin, joueuse de tennis britannique.
- 1948 :
  - Buck Martinez, joueur de baseball et entraîneur américain.
  - Alex Ribeiro, pilote de F1 brésilien.

### XXesièclede1951à2000
- 1951 :
  - Murray Wilson, hockeyeur sur glace canadien.
- 1954 :
  - Philippe Haezebrouck, pilote de course automobile d'endurance français.
- 1956 :
  - Jonathan Palmer, pilote de F1 britannique.
- 1959 :
  - Bernard Gallay, navigateur franco-suisse.
- 1961 :
  - Pierre Garsau, joueur de water-polo français. († ? 1997).
- 1968 :
  - Michel Pavon, footballeur puis entraîneur français.
- 1970 :
  - Marc Rosset, joueur de tennis suisse. Champion olympique en simple aux Jeux de Barcelone 1992.
- 1971 :
  - Zak Brown, pilote de courses automobile et homme d'affaires américain.
- 1972 :
  - Danny Grewcock, joueur de rugby anglais. Champion du monde de rugby à XV 2003. Vainqueur du Challenge européen 2008. (69 sélections en équipe nationale).
- 1973 :
  - Arnaud Boiteau, cavalier de concours complet français. Champion olympique du concours complet par équipes aux Jeux d'Athènes 2004.
- 1974 :
  - Brigitte Foster-Hylton, athlète de haies jamaïcaine. Championne du monde d'athlétisme du 100 m haies 2009.
- 1975 :
  - Chris Ovenden, joueuse internationale écossaise de rugby à XV (25 sélections) et internationale anglaise de rugby à XIII (1 sélection).
  - Giacomo Petrobelli, pilote de courses automobile italien.
- 1976 :
  - Alberto Entrerríos, handballeur espagnol. Médaillé de bronze aux Jeux de Pékin 2008. Champion du monde de handball 2005 et 2013. (240 sélections en équipe nationale).
  - Pierre Kaffer, pilote de courses automobile allemand.
  - Mark Philippoussis, joueur de tennis australien. Vainqueur des Coupe Davis 1999 et 2003.
- 1977 :
  - María Antonia Sánchez Lorenzo, joueuse de tennis espagnole. Victorieuse de la Fed Cup 1995.
- 1978 :
  - Rio Ferdinand, footballeur anglais. Vainqueur de la Ligue des champions 2008. (81 sélections en équipe nationale).
- 1981 :
  - Fabrice Calligny, athlète de haies français.
- 1982 :
  - Pascal Leclaire, hockeyeur sur glace canadien.
- 1984 :
  - Marc Abplanalp, hockeyeur sur glace suisse.
  - Gervais Randrianarisoa, footballeur malgache. (34 sélections en équipe nationale).
- 1986 :
  - Jérémy Cadot, fleurettiste français. Champion d'Europe d'escrime par équipes 2015.
  - Joelle Murray, footballeuse écossaise. (48 sélections en équipe nationale).
- 1987 :
  - Frédéric Vaccari, joueur de rugby à XIII français. (5 sélections en équipe de France).
- 1988 :
  - Alexandr Dolgopolov, joueur de tennis ukrainien.
  - Anthony Lippini, footballeur français.
  - Alexander Mejía, footballeur colombien. (25 sélections en équipe nationale).
- 1989 :
  - Mame-Ibra Anne, athlète de sprint français.
  - Sonny Gray, joueur de baseball américain.
- 1990 :
  - David de Gea, footballeur espagnol. Vainqueur de la Ligue Europa 2010. (17 sélections en équipe nationale).
- 1991 :
  - Roxane Fournier, cycliste sur route et sur piste française.
- 1992 :
  - Agnès Raharolahy, athlète de sprint française. Championne d'Europe d'athlétisme du relais 4 × 400 m 2014.
- 1993 :
  - Charlie Da'Vall Grice, athlète de demi-fond britannique. Médaillé de bronze du 1 000m aux Jeux de la jeunesse de Singapour 2010.
  - Jürgen Locadia, footballeur néerlandais.
  - Arthur Masuaku, footballeur franco-congolais. (22 sélections avec l'équipe de république démocratique du Congo).
  - Stefano Tonut, basketteur italien.
  - Tan Ya-ting, archère taïwanaise. Médaillée de bronze par équipes aux Jeux de Rio 2016.
- 1994 :
  - Marc Alcalá, athlète de demi-fond espagnol.
  - Helena de Sousa, handballeuse angolaise. Championne d'Afrique des nations féminin de handball 2018 et 2021. (33 sélections en équipe nationale).
- 1995 :
  - Yudai Baba, basketteur japonais.
- 1997 :
  - Elisha Owusu, footballeur franco-ghanéen. (8 sélections avec l'équipe du Ghana).
  - Celine Van Gestel, volleyeuse belge. (102 sélections en équipe nationale).
- 1998 :
  - Khalifa Al Hammadi, footballeur émirati.
  - Cameron Woki, joueur de rugby à XV français. Champion du monde junior de rugby à XV 2018. (2 sélections en équipe de France).
- 1999 :
  - Kasper Jørgensen, footballeur danois.
- 2000 :
  - Callum Hudson-Odoi, footballeur anglais.

### XXIesiècle
- 2003 :
  - Milos Kerkez, footballeur hongrois.
  - Cason Wallace, basketteur américain.

## Décès

### XXesièclede1901à1950
- 1940 :
  - Jimmy Gardner, 59 ans, hockeyeur sur glace puis entraîneur canadien. (° 21 mai 1940).
- 1946 :
  - Lou Otten, 63 ans, footballeur néerlandais. Médaillé de bronze aux Jeux de Londres 1908. (12 sélections en équipe nationale). (° 5 novembre 1883).

### XXesièclede1951à2000
- 1956 :
  - Wollmar Boström, 78 ans, joueur de tennis suédois. Médaillé de bronze du double indoor aux Jeux de Londres 1908. (° 15 juin 1878).
- 1978 :
  - Gene Tunney, 81 ans, boxeur américain. Champion du monde poids lourds de boxe de 1926 à 1928. (° 25 mai 1897).
- 1996 :
  - Mario Cusson, 35 ans, boxeur canadien. (° 17 février 1961).

### XXIesiècle
- 2004 :
  - Eddie Charlton, 75 ans, joueur de snooker et de billard anglais australien. (° 31 octobre 1929).
  - Alfred Roques, 79 ans, joueur de rugby français. Vainqueur des Tournois des Cinq Nations 1959, 1960, 1961 et 1962. (30 sélections en équipe de France). (° 17 février 1925).
- 2006
  - Johnny Sain, 89 ans, joueur de baseball américain. (° 27 septembre 1917).
- 2009
  - Moncef Djebali, 52 ans, footballeur franco-algérien. (° 23 février 1957).
- 2011 :
  - Joe Frazier, 67 ans, boxeur américain. Champion olympique des +81 kg aux Jeux de Tokyo 1964. Champion du monde poids lourds de boxe de 1970 à 1973. (° 12 janvier 1944).
- 2012 :
  - Carmen Basilio, 85 ans, boxeur américain. Champion du monde poids welters de boxe de 1955 à 1956 et de 1956 à 1957 puis champion du monde poids moyens de boxe de 1957 à 1958. (° 2 avril 1927).
  - Heinz-Jürgen Blome, 65 ans, footballeur allemand. (° 4 décembre 1946).
  - Harry McShane, 92 ans, footballeur écossais. († 8 avril 1920).